# Otto Warmbier
Otto Frederick Warmbier, född 12 december 1994 i Cincinnati, Ohio, död 19 juni 2017 i Cincinnati, Ohio, var en amerikansk student som satt fängslad i Nordkorea från januari 2016 till juni 2017 efter att ha dömts för "fientliga handlingar" mot landet. Warmbier, som då var 21 år gammal, erkände sig skyldig till att ha stulit en politisk propagandaaffisch och dömdes till 15 års hårt straffarbete. USA gjorde diplomatiska ansträngningar för att få Warmbier frisläppt. Enligt hans far var Warmbiers bekännelse påtvingad och han skulle ha blivit bortförd av den nordkoreanska regeringen av politiska orsaker.
Warmbier föll i koma i Nordkorea och släpptes i juni 2017 efter nästan 18 månader i fängsligt förvar. Enligt nordkoreanska myndigheter var Warmbiers koma en följd av botulism och ett sömnpiller, men amerikanska läkare uttryckte tvivel. Warmbier anlände till Cincinnati den 13 juni 2017 och togs till University of Cincinnati Medical Center för omedelbar undersökning och behandling. Han diagnostiserades med "allvarlig neurologisk skada". Hans far har sagt att sonen hade blivit utsatt för synnerligen rå behandling. Warmbier avled sex dagar efter sin återkomst till USA.